# Nos attendes
Nos attendes est l'incipit désignant une bulle papale apparemment émise en janvier 1217 par le pape Honorius III. Son authenticité a été suspectée. Si elle est authentique, c'est le deuxième des deux taureaux qu'ont établi l'Ordre dominicain (pour le premier, voir Religiosam vitam ). Le pape y décrit les frères de l'ordre comme des pugiles fidei et vera mundi lumina : « des combattants pour la foi et les vraies lumières du monde ».
La bulle originale était conservée au couvent de Prouille, première fondation de saint-Dominique, et c'est à partir de cette source que le texte latin fut publié en 1504 par Albert de Castillo. Les éditions ultérieures émanent de celle-ci. Les documents du couvent ont été dispersés pendant la Révolution française. L'original a alors été perdu. Le cartulaire du couvent contenant une transcription du XVIIe siècle a été récupéré, mais n'a pas été montré aux enquêteurs.